# Новосергіївська фортеця
Новосергіївська фортеця — російська фортеця, що існувала у 1689—1790 рр. на території сучасної Дніпропетровської області.
Була розташована поблизу сучасного села Вільне Новомосковського району. Залишки фортеці збереглися і донині.

## Передумови створення
Виникнення Новосергіївської фортеці пов'язано з військовополітичними подіями останньої чверті XVII ст. Після невдалого першого Кримського походу 1687 року об'єднаних російсько-гетьманських військ у наступному 1688 році у старовинній козацькій Самарі, неподалік від гирла річки Самара на її правому березі будується велика Богородицька фортеця.
Спорудження фортифікаційної споруди в Нижньому Посамар'ї обумовлювалося необхідністю для Московського царства мати на території Запорожжя базу, в якій повинні були зберігатися військові та продовольчі припаси, потрібні для подальшого наступу на Крим.
Нова мосоковська фортеця у Середньому Посамар'ї повинна була здійснювати контроль над Вільним бродом через Самару. Крім того, це укріплення мало стати черговим плацдармом для подальшого російського просування вглиб території Посамар'я, адже відомо, що фортеці з царськими гарнізонами планувалося спорудити вздовж течії р. Самара аж до місця впадіння в останню її лівої притоки річки Бик.

## Історія
У 1689 році, після повернення Василя Голіцина з кримського походу та репресій проти монахів Самарсько-Миколаївського монастиря, що виступили проти будівництва фортець на Самарі, Голіцин розпорядився збудувати наступну фортецю - "Другий самарський городок" (після Першого самарського городка - давньої Самарі - Богородицька) вище Вільного броду, при урочищі Сорок Байраків. Тут залишено гарнізон у 500 солдатів.
Побудована по проекту Вільяма фон Залена, голландський інженер-полковника на службі Московського уряду.
Закладена вона була 20 червня і закінчена 18 липня: назвали місто Новосергіївськ або Вільний.
На початку квітня 1690 року сюди прийшла чума, що тривала все літо, від якої вимерло все населення фортеці.
1711 року хан Девлет II Гірей з ордою осадив Новосергіївську і Богородицьку фортеці, діючи у союзі з гетьманом Пилипом Орликом під час його походу на Правобережжя. Новосергіївці здалися і видали хану московський гарнізон.

Після відбиття татарського рейду на Слобожанщину та відступу Девлет II Герая у Крим у березні 1711 року похід Орлика захлинувся, і російська армія розпочала відплатну акцію за підтримки збурених татарським діями козацьких полків з Гетьманщини та Слобожанщини. У кінці березня - на початку квітня 1711 року російська армія силами кількох слобожанських козачих полків на чолі з бригадиром Слобідських полків генерал-майором Федором Володимировичем Шидловським за підтримки регулярних московських військ підступила до Новосергіївської фортеці. У листі Ф. В. Шидловського графу Федору Матвійовичу Апраксіну від 15 квітня 1715 року наступні події описані наступним чином:
Доповідаю в. с. 8 квітня з'єднався я на річці Берестовій із зазначеними нижче людьми та дізнався від шпіонів, що вільнянські мешканці невдовзі очікують собі на допомогу орду, а частину тих татар, що при них були, відправлено під Бахмут та під Тор, і тому поспіхом я пішов до Новосергіївського, протягом дня та ночі 11 квітня перейшовши р. Оріль. Не дійшовши 3 милі до Сергіївського, послав я тим зрадникам листа, щоб вони здалися без кровопролиття, а коли ми наблизилися до фортеці, ті зрадники з татарами та піхотою, не підпускаючи нас під фортецю, з кінним нашим авангардом влаштували бій. А коли ми всі наблизились до фортеці і обози свої поставили на подвір'ях, то ті зрадники відійшли до міста та, виставивши на баштах знамена, стріляли по нас та обозу як з гармат, так і з рушниць. Тому я велів спішитися двом ротам Воронезького ескадрону та, взяв дві роти з полку Анненкова, йти під місто у бій, Новікову з ротою наказав стояти у резерві, а козакам Чугуївського та Ізюмського полку наказав атакувати з іншого боку фортеці. І зрадник Пляка з татарами, а зрадник Нестулей із запорожцями, перейшовши з того боку річки Самари, неочікувано напали на тих чугуївських та ізюмських козаків, і в той самий час їм на допомогу з міста вийшла піхота. На тих зрадників у допомогу до своїх я відправив бригадира Осипова з козаками та підполковника Новікова з ротою, які, з'єднавшись, разом вдарили. І зрадники не встигли відійти до міста, і, відбив їх від фортеці, гнали та кололи їх аж за ріку Самару до самого їх зрадницького коша. Піхоту, що вийшла з міста, солдати та драгуни загнали гарматами назад до міста, і після того я відправив до них двох посланців з полонених, щоб вони здалися. Але ті не хотіли й слухати, оскільки, за словами як взятих язиків, так і полонених пізніше містян, мали завіряння від зрадників Пляки та Нестулея, що сам Калга-салтан з ордою стоїть на річці Молочній та скоро прибуде їм у підкріплення. І 12 квітня за дві години до світанку атакував я те місто з трьох боків, з одного боку завів солдатів, з другого бригадира з охтирськими та харківськими козаками, а з третього підполковника Новікова з ескадроном, чугуївськими та ізюмськими козаками. Влаштувавши з одного боку гарматний обстріл, а з іншого відбивши їх гранатами від степу, порубавши палі, увійшли у велике місто, взяли гармату та прапор, багатьох зрадників тут і повбивали. Деякі зрадники із жінками та дітьми замкнулися у облаштованому земляному замку із больварками (прим. - бастіонами), а інші злодії із запорожцями побігли нижче того міста через ріку Самару, багатьох з них було вбито, а інші самі у темний час потонули. По вигнанні тих зрадників наказав я у великому місті запалити помешкання, а до них послав їх же попа, щоб вони здалися, обіцяючи дарувати їх душами. Вони, дивлячись, що воду у них відібрали і в замку спричинилася духота велика, а від нас йде штурм замку безвідступний, того ж дня о п'ятій дня здалися. По взятті того міста фортецю їх я наказав випалити та почасти розорати, і 13 квітня повернувся до Харкова...
Відомість тих, хто на Самарі під Новосергіївським був з генерал-майором Шидловським з великоросійських, черкаських полків, полкової старшини, сотників та козаків:
Охтирського полку бригадир Осипов, сумський полковник Іван Кондратьєв, харківський полковник Лаврентій Шидловський, ізюмський наказний полковник Михайло Пештич, охтирського полку полкова старшина: обозний, писар, осавул, хорунжій, сотників 12, козаків 300; харківська полкова старшина: обозний, писар, осавул, хорунжій, прапорщик, сотників 16, козаків 400; сумська полкова старшина: обозний, писар, осавул, хорунжій, сотників 13, козаків 300; ізюмська полкова старшина: суддя, осавул, хорунжій, сотників 10, козаків 200.
Доведеться дати бригадиру та полковникам по косяку камки, по парі соболів, старшині полковій по косяку, сотникам по портнищу камки, козакам по рублю грошей.

У жорстокому штурмі взято: одна гармата, 1305 козацьких пищалей, 3 прапори, 1 литаври, вільнянських мешканців 700, у тому числі 46 запорожців, 3400 жінок та дітей, що втекли, у яких під час штурму чоловіки та отці побиті. На тому штурмі наших драгунів, солдатів та козаків було 2152, побито драгунів та солдатів 14, козаків 8, поранено 1 капітана та 2 поручиків, 1 прапорщик, 35 драгунів та солдатів, 1 сотник козацький, 29 козаків.
Судячи із подальшого листування між Ф. Шидловським та графом Апраксіним, останній мав певні претензії до Шидловського щодо надмірного руйнування Новосергіївської фортеці. Генерал-майор Шидловський вказував на те, що він пропонував гарнізону міста здатися, як і полтавський полковник днів за 10 до того, але, як і він, у відповідь отримав тільки кулі та ядра. Крім того, вказував на вимушеність такого вчинку, оскільки за три дні до штурму з фортеці вийшли орда із запорожцями під Ізюм, напали на протопопську слобідку, спалили дворів із 40, людей покололи, а інших в полон забрали. На противагу негожій поведінці вільнянських мешканців навів приклад мешканців сусіднього села Кочережки над Самарою, які пристали до "зрадницької смути" запорожців і до яких відправили загін у 650 козаків та калмиків. Мешканці Кочережек розбіглися по лісах, але під обіцянку збереження життя 200 сімей вийшли до карального загону, насправді залишились живими, але були забрані у полон, а село їх було спалене. Полонених вільнянців граф врешті попросив прислати до нього у Санкт-Петербург "на галери".
Втрата Новосергіївської фортеці не тільки стала важким ударом по оперативних позиціях орликівців у Наддніпрянщині, а й зримо показала всі недоліки їхнього війська, передусім відсутність у запорозької старшини чіткого оперативного мислення й звички до узгодження дій між різними групами військ. Нестуля й Пляка, керівники допоміжного війська, не виявили наполегливості в деблокаді фортеці й після того, як були відбиті, мали непокоїти росіян діями в тилу. Натомість вони відразу ж відійшли до Перекопа, себто покинули захисників Новосергіївської фортеці напризволяще. Поза тим, росіяни мали перевагу в добре підготовленій піхоті, здатній маневрувати на ближніх відстанях і завдавати вогневого удару по укріпленнях. Виділення резерву під час атакування фортеці, використання гренадерів і спішених драгунів вказує на ведення штурмів за тогочасними статутними правилами. Завдяки чіткому розрахунку і методичності Шидловський доволі швидко оволодів важливим опорним пунктом.
За Прутською угодою 1711 і Константинопольскою угодою 1712 років Петро І забов'язався зрівняти з землею фортеці регіону.
У 1730-их роках київський генерал-губернатор граф фон Вейсбах поновив фортеці, що послугували базою для війни з Кримом у 1735-39 роках.
У середині 1790-ті років з фортеці був виведений гарнізон.
Поблизу фортеці виросло сільце Корбівка, яке з часом злилося з великим селом Вільне.

## Сучасний стан
Руїни фортеці знаходиться на північній околиці села Вільне, рештки її валів значно пошкоджені будівлями колишньої тракторної бригади Новомосковського радгоспу-технікуму, але і зараз тут існує система глибоких круч — байраків.
На узбережжі р. Самари знаходять численні фрагменти полив'яного посуду переважно XVIII ст.; за інформацією місцевих жителів, під час поступової руйнації території колишньої фортеці були зібрані досить значні нумізматичні колекції середини XVII — першої половини XVIII ст.